# Ludvig 2. af Hessen og ved Rhinen
Storhertug Ludvig 2. af Hessen (tysk: Großherzog Ludwig II von Hessen und bei Rhein; født 26. december 1777, død 16. juni 1848) var storhertug af Hessen og ved Rhinen fra 1830 til 1848.
Ludvig var søn af storhertug Ludvig 1. af Hessen og ved Rhinen og Louise af Hessen-Darmstadt. Han tiltrådte som storhertug ved sin fars død i 1830. Han abdicerede den 5. marts 1848 som følge af den tyske Martsrevolution.

## Ægteskab og børn
Ludvig var gift med sin kusine Vilhelmine af Baden, der var datter af arveprins Karl Ludvig af Baden. De fik følgende børn:
1. Ludvig 3. (1806-1877), storhertug af Hessen 1848-1877.
2. Karl (1809-1877), gift 1836 med Prinsesse Elisabeth af Preussen
3. Elisabeth (1821-1826)
4. Alexander (1823-1888), stamfader til fyrsterne af Battenberg
5. Marie (1824-1880), gift 1841 med Alexander 2. af Rusland

## Eksterne links
- Wikimedia Commons har flere filer relateret til Ludvig 2. af Hessen og ved Rhinen